# Chepy
Chepy é uma comuna francesa na região administrativa do Grande Leste, no departamento de Marne. Estende-se por uma área de 8.68 km², e possui 430 habitantes, segundo o censo de 2018, com uma densidade de 50 hab/km².